# ووي
ووي (بالصينية: 武威市) هي مدينة من مدن الصين. يبلغ عدد سكانها 1815054 نسمة وذلك حسب إحصائيات سنة 2010. تبلغ مساحتها 33000 كم².

## المناخ
يظهر الجدول التالي التغييرات المناخية على مدار السنة لووي:
| البيانات المناخية لـووي            | البيانات المناخية لـووي | البيانات المناخية لـووي | البيانات المناخية لـووي | البيانات المناخية لـووي | البيانات المناخية لـووي | البيانات المناخية لـووي | البيانات المناخية لـووي | البيانات المناخية لـووي | البيانات المناخية لـووي | البيانات المناخية لـووي | البيانات المناخية لـووي | البيانات المناخية لـووي | البيانات المناخية لـووي |
| الشهر                              | يناير                   | فبراير                  | مارس                    | أبريل                   | مايو                    | يونيو                   | يوليو                   | أغسطس                   | سبتمبر                  | أكتوبر                  | نوفمبر                  | ديسمبر                  | المعدل السنوي           |
| ---------------------------------- | ----------------------- | ----------------------- | ----------------------- | ----------------------- | ----------------------- | ----------------------- | ----------------------- | ----------------------- | ----------------------- | ----------------------- | ----------------------- | ----------------------- | ----------------------- |
| الدرجة القصوى °م (°ف)              | 15.4 (59.7)             | 19.8 (67.6)             | 23.7 (74.7)             | 31.0 (87.8)             | 34.2 (93.6)             | 35.0 (95.0)             | 40.8 (105.4)            | 37.3 (99.1)             | 34.9 (94.8)             | 27.8 (82.0)             | 22.6 (72.7)             | 17.9 (64.2)             | 40.8 (105.4)            |
| متوسط درجة الحرارة الكبرى °م (°ف)  | 0.0 (32.0)              | 3.3 (37.9)              | 9.6 (49.3)              | 17.8 (64.0)             | 22.9 (73.2)             | 26.5 (79.7)             | 28.9 (84.0)             | 27.6 (81.7)             | 22.4 (72.3)             | 15.9 (60.6)             | 8.1 (46.6)              | 1.9 (35.4)              | 15.4 (59.7)             |
| المتوسط اليومي °م (°ف)             | −7.8 (18.0)             | −4.2 (24.4)             | 2.5 (36.5)              | 10.4 (50.7)             | 15.7 (60.3)             | 19.3 (66.7)             | 21.5 (70.7)             | 20.4 (68.7)             | 14.9 (58.8)             | 7.8 (46.0)              | 0.1 (32.2)              | −5.8 (21.6)             | 7.9 (46.2)              |
| متوسط درجة الحرارة الصغرى °م (°ف)  | −13.8 (7.2)             | −10.2 (13.6)            | −3.8 (25.2)             | 3.0 (37.4)              | 8.0 (46.4)              | 11.6 (52.9)             | 14.2 (57.6)             | 13.7 (56.7)             | 8.8 (47.8)              | 1.6 (34.9)              | −5.6 (21.9)             | −11.3 (11.7)            | 1.4 (34.4)              |
| أدنى درجة حرارة °م (°ف)            | −24 (−11)               | −24 (−11)               | −18.1 (−0.6)            | −7.7 (18.1)             | −3.0 (26.6)             | 2.8 (37.0)              | 7.2 (45.0)              | 4.3 (39.7)              | −0.8 (30.6)             | −14.4 (6.1)             | −22.7 (−8.9)            | −32 (−26)               | −32 (−26)               |
| الهطول مم (إنش)                    | 1.4 (0.06)              | 2.3 (0.09)              | 6.1 (0.24)              | 7.9 (0.31)              | 15.8 (0.62)             | 28.4 (1.12)             | 30.2 (1.19)             | 34.0 (1.34)             | 24.1 (0.95)             | 10.8 (0.43)             | 3.6 (0.14)              | 1.2 (0.05)              | 165.8 (6.54)            |
| متوسط أيام هطول الأمطار (≥ 0.1 mm) | 2.1                     | 2.6                     | 3.6                     | 4.1                     | 5.9                     | 8.2                     | 9.6                     | 9.8                     | 7.7                     | 4.4                     | 1.6                     | 1.8                     | 61.4                    |
| المصدر: Weather China              |                         |                         |                         |                         |                         |                         |                         |                         |                         |                         |                         |                         |                         |

## وصلات خارجية
- الموقع الرسمي